# Джефферсон (округ, Колорадо)
Шаблон:StateAbbr_ 39°35′ пн. ш. 105°15′ зх. д. / 39.59° пн. ш. 105.25° зх. д.
Округ Джефферсон (англ. Jefferson County) — округ (графство) у штаті Колорадо, США. Ідентифікатор округу 08059.

## Історія
Округ утворений 1861 року.

## Демографія
За даними перепису
2000 року
загальне населення округу становило 527056 осіб, зокрема міського населення було 491510, а сільського — 35546.
Серед мешканців округу чоловіків було 262217, а жінок — 264839. В окрузі було 206067 домогосподарств, 140439 родин, які мешкали в 212488 будинках.
Середній розмір родини становив 3,03.
Віковий розподіл населення поданий у таблиці:
| Стать    | До 15 років | 15-21 | 22-29 | 30-39 | 40-49 | 50-65 | 65-85 | Понад 85 |
| -------- | ----------- | ----- | ----- | ----- | ----- | ----- | ----- | -------- |
| Чоловіки | 56485       | 25381 | 26689 | 42062 | 47887 | 42146 | 19986 | 1581     |
| Жінки    | 53370       | 22874 | 25048 | 43027 | 48230 | 43031 | 25223 | 4036     |

## Суміжні округи
- Боулдер — північ
- Брумфілд — північний схід
- Адамс — схід
- Денвер — схід
- Арапаго — схід
- Дуглас — схід
- Теллер — південь
- Парк — південний захід
- Клір-Крік — захід
- Гілпін — північний захід

## Виноски
1. ↑  U.S. Decennial Census. United States Census Bureau. Архів оригіналу за 26 квітня 2015. Процитовано 8 червня 2014.
2. ↑  Historical Census Browser. University of Virginia Library. Архів оригіналу за 11 серпня 2012. Процитовано 8 червня 2014.
3. ↑  Population of Counties by Decennial Census: 1900 to 1990. United States Census Bureau. Архів оригіналу за 31 липня 2014. Процитовано 8 червня 2014.
4. ↑  Census 2000 PHC-T-4. Ranking Tables for Counties: 1990 and 2000 (PDF). United States Census Bureau. Архів оригіналу (PDF) за 18 грудня 2014. Процитовано 8 червня 2014.
5. ↑  State & County QuickFacts. United States Census Bureau. Архів оригіналу за 6 червня 2011. Процитовано 8 червня 2014.(англ.) Наведено за англійською вікіпедією.
6. ↑  American FactFinder. Бюро перепису населення США. Архів оригіналу за 21 травня 2008. Процитовано 31 січня 2008.

| США | Це незавершена стаття з географії США. Ви можете допомогти проєкту, виправивши або дописавши її. |